# 보연왕서
보연왕서는 중국 춘추전국시대에 연나라의 유명한 군사가 악의(樂毅)가 자기를 버린 연나라의 혜왕에게 보낸 편지.
연나라는 전에 제나라에 의해 크게 패망한 적이 있었는데 마침 연나라에 사절단 일원으로 갔던 악의가 연나라 소왕(燕 昭王)의 강권으로 연나라에 남게 되었는데 악의는 연소왕을 도와 제나라를 정벌하여 크게 복수를 했었다. 하지만 연소왕이 죽자 연소왕을 이어 연나라 왕위에 오른 혜왕은 반간계에 걸려 악의를 배척했다. 이에 악의는 하는 수 없이 조나라로 망명한다.
악의를 배척함으로 크게 패하고 국력이 쇠약해지자 연혜왕은 후회도 되고 뛰어난 군사재능을 가지고 있는 악의가 군사를 이끌고 복수를 할까 무섭기도 해 사신을 악의에게 보내 사과를 하는 한편 악의가 선대임금 연소왕의 뜻을 버리고 조나라에 간 것을 책망했다.
이에 악의는 “연혜왕에게 보내는 서한(報燕惠王書)”에서 옳고 그름을 분명히 가른 한편, 신하가 임금에게 충성하는 것은 당연한 일이지만 임금이 신하를 씀에도 믿음과 법도에 맞아야 함을 주장하면서 자기는 연소왕의 지우지은(知愚之恩)을 잊지 않을 것과 연나라에 해되는 일을 하지 않을 것임을 밝혔다.
악의의 “연혜왕에게 보내는 서한”은 후에 세상에 널리 알려짐으로 군신(君臣)관계의 처리에서 전범으로 되었는 바, 사마천은 “사기” “악의열전(樂毅列傳)”에서 이를 극찬하고 있다.